# Saint-Michel-d'Euzet
Saint-Michel-d'Euzet é uma comuna francesa na região administrativa de Occitânia, no departamento de Gard. Estende-se por uma área de 10,36 km². Em 2010 a comuna tinha 654 habitantes (densidade: 63,1 hab./km²).